# Central hidroeléctrica de Miranda
La central de Miranda es una central hidroeléctrica situada en el concejo de Belmonte de Miranda (Asturias), entre las aldeas de Fontoria y Selviella, pertenecientes a las parroquias de San Martín de Lodón y Leiguarda, respectivamente. Aprovecha las aguas de los ríos Somiedo y Pigüeña para la generación de energía eléctrica.
Es propiedad de HC Energía y entró en funcionamiento en el año 1962. Cuenta con 4 grupos generadores de 16,2 MW cada uno, lo que se traduce en una potencia total de 64,8 MW.

## Captación y conducción de las aguas

### Captación en el río Somiedo
Las aguas del río Somiedo se captan en el núcleo de El Covacho, a la salida de la Central hidráulica de La Riera, y se incorporan directamente a la conducción principal.

### Captación en el río Pigüeña
Las aguas del río Pigüeña se captan gracias al azud de Pigüeces. Se incorporan a una conducción subterránea de 5 kilómetros de longitud y 5 m² de sección. Posteriormente, y mediante un sifón, se salva el valle del río Somiedo y se alcanza la localidad de Santiago, donde las aguas se unen a la conducción principal.

### Conducción principal
La conducción principal empieza en la toma de El Covacho. Está formada por varios túneles revestidos de hormigón, de 3,5 metros de altura y una sección de 10 m², en forma de herradura. Su trazado perfora la cadena montañosa situada en la margen derecha del río Pigüeña. Tras 2 kilómetros de recorrido, recibe las aguas del río Pigüeña y continúa, a lo largo de otros 19 kilómetros, hasta la localidad de Vigaña, dejando atrás La Bustariega, Llamoso y Tiblós. En este tramo, recibe la aportación de varios arroyos de cierta importancia.
Tres kilómetros después de Vigaña, se encuentra la chimenea de equilibrio y la válvula de cabecera que permiten regular la presión y el flujo de entrada a la tubería forzada, de material metálico, y que gracias a sus 950 metros y su pronunciada pendiente permiten que las aguas alcancen las turbinas a gran velocidad, aumentando su energía cinética que será transformada en energía eléctrica.
El desagüe, se realiza de nuevo al río Pigüeña, unos metros antes de su confluencia con el río Narcea, a través de una conducción de 1.520 metros, de los cuales, 11.290 se realizan a través de un nuevo túnel, y el resto, por un canal al aire libre.

## Características de la central
La central está excavada en roca viva. Cuenta con turbinas tipo Pelton y cuatro grupos generadores con una potencia total de 64,8 MW que entregan la energía a 11 kV.
La subestación eléctrica, instalada en el exterior, cuenta con 4 transformadores que elevan la tensión hasta 132 kV. Una línea aérea transporta la energía producida en esta central hasta la subestación eléctrica de La Corredoria, en Oviedo.